# Воколида
Воколѝда (на гръцки: Βοκολίδα; на турски: Bafra) е село в Кипър, окръг Фамагуста. Според статистическата служба на Северен Кипър през 2011 г. селото има 1019 жители.
Де факто е под контрола на непризнатата Севернокипърска турска република.